# Фанклі (Міннесота)
Фанклі (англ. Funkley) — місто (англ. city) в США, в окрузі Белтремі штату Міннесота. Населення — 18 осіб (2020).

## Географія
Фанклі розташоване за координатами 47°47′7″ пн. ш. 94°25′37″ зх. д. / 47.78528° пн. ш. 94.42694° зх. д. (47.785169, -94.426852).  За даними Бюро перепису населення США в 2010 році місто мало площу 1,55 км², уся площа — суходіл. В 2017 році площа становила 1,82 км², уся площа — суходіл.

## Демографія
Згідно з переписом 2010 року, у місті мешкало 5 осіб у 5 домогосподарствах у складі 0 родин. Густота населення становила 3 особи/км².  Було 12 помешкання (8/км²).
Расовий склад населення:
| - 80,0 % — білих |

До двох чи більше рас належало 20,0 %. Частка іспаномовних становила 0,0 % від усіх жителів.
За віковим діапазоном населення розподілялося таким чином: 0,0 % — особи молодші 18 років, 100,0 % — особи у віці 18—64 років, 0,0 % — особи у віці 65 років та старші. Медіана віку мешканця становила 46,8 року. На 100 осіб жіночої статі у місті припадало 25,0 чоловіків;  на 100 жінок у віці від 18 років та старших — 25,0 чоловіків також старших 18 років.
Цивільне працевлаштоване населення становило 2 особи. Основні галузі зайнятості: виробництво — 50,0 %, будівництво — 50,0 %.